# Cultura de Kirguistán

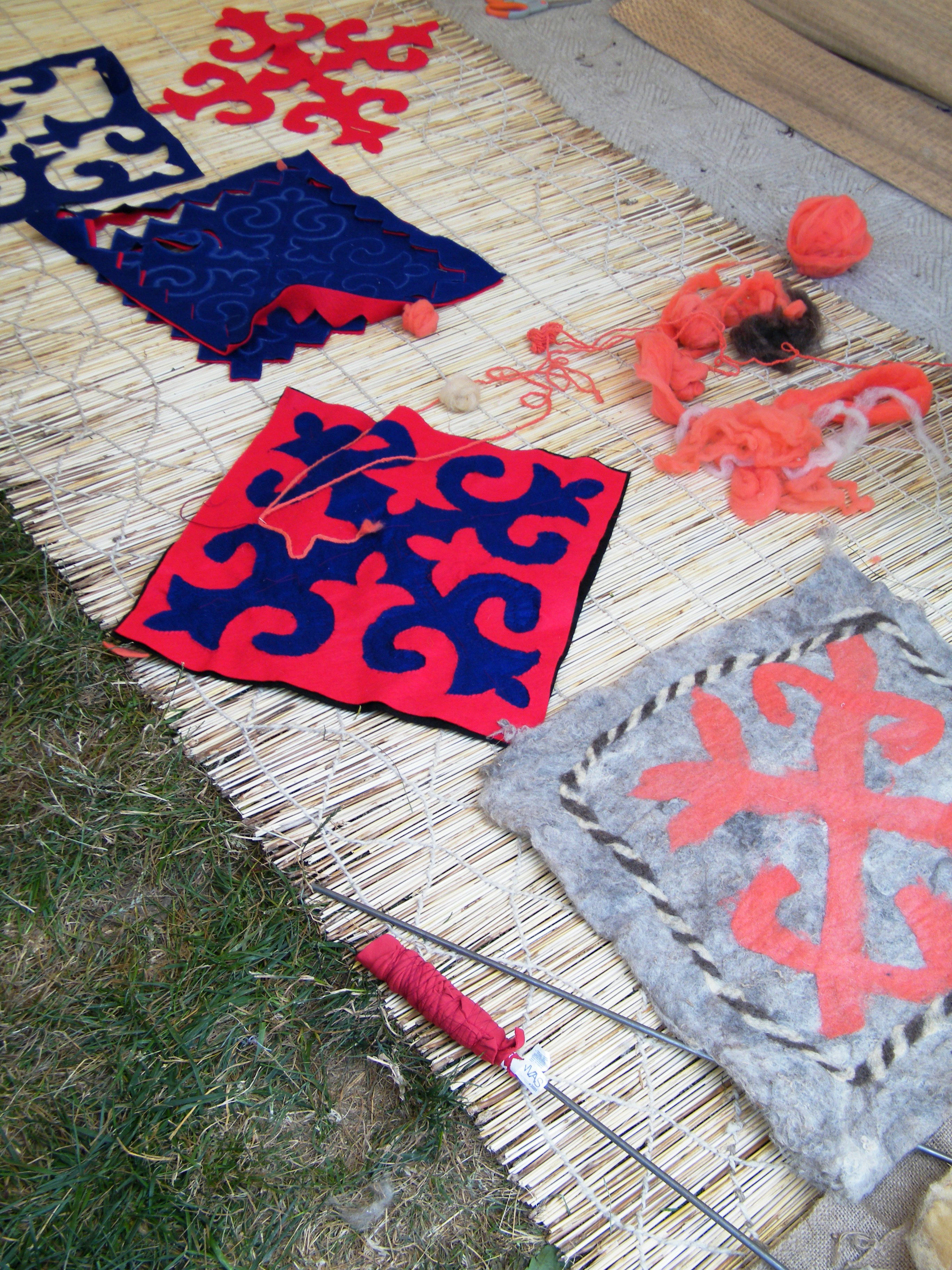
Kirguistán se sintió alfombras

La cultura de Kirguistán se ha visto influenciada desde hace mucho tiempo por mongoles y otros pueblos.

## Literatura
Manas es un poema tradicional épico del pueblo kirguís. El poema, de aproximadamente medio millón de líneas, es veinte veces más largo que la Odisea de Homero, y uno de los poemas épicos más largos del mundo. Es una obra patriótica, que relata las hazañas de Manas y sus descendientes y seguidores, los cuales pelearon contra los chinos en el siglo IX para mantener la independencia kirguís.

## Tradiciones
Aunque ilegal, aún se practica el rapto de novias. En un principio, en un país donde eran habituales los matrimonios pactados, el novio procedía a un rapto consensuado con la novia con la que quería casarse si no podía pagar el precio del mismo o la familia de ella se oponía a la boda. Por otra parte, algunos de estos raptos ya no son consensuados, sino que se tratan de raptos reales.

## Religión
Durante la época soviética fue promovido el ateísmo del Estado. Hoy, sin embargo, Kirguistán es un estado secular aunque el islam ha ejercido una influencia cada vez mayor en política. Por ejemplo, ha habido varias tentativas de descriminalizar la poligamia, y también para que los funcionarios viajen al Hajj (el peregrinaje a La Meca) bajo arreglo exento de impuestos. Kirguizistán es mayoritariamente una nación musulmana de Suni, y se adhiere a la escuela de pensamiento de Hanafí.

## Alojamientos

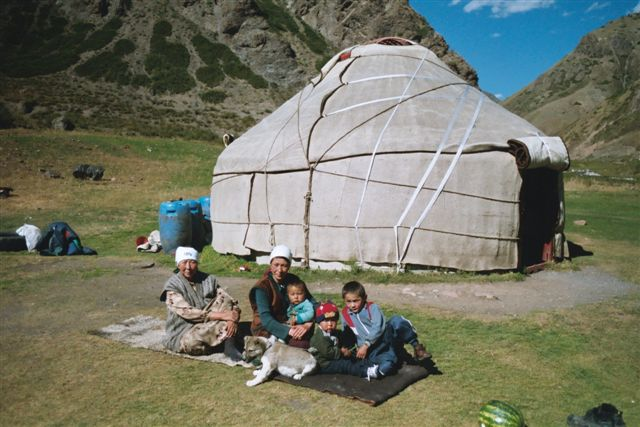
Familia delante de una yurta.

A los kirguís, desde un principio, se les ha considerado nómadas. Para sus desplazamientos, usaban casas portátiles, llamadas yurtas, con forma circular en planta, y forma de como en la parte superior; en la parte de arriba, en el centro, tiene una apertura circular para la salida del humo, entrada de luz y ventilación. Estas casas se utilizaban en las montañas o praderas, transportándose en caballos.

## Gastronomía
Los platos más conocidos de la cultura de Kirguistán son: el plov (arroz con carne de borrego o res), el bish parmak (pasta con carne de caballo) o el mantı (carne envuelta en masa).
La mayoría de platos tradicionales se comen con las manos, aunque actualmente en algunos se utilizan cubiertos. [cita requerida]

## Vestuario
En las mujeres, el vestuario se caracteriza por vestidos largos y en capas, con mangas largas acampanadas y gorros altos. Los hombres usan un sombrero blanco con diseños bordados en negro. [cita requerida]

## Música

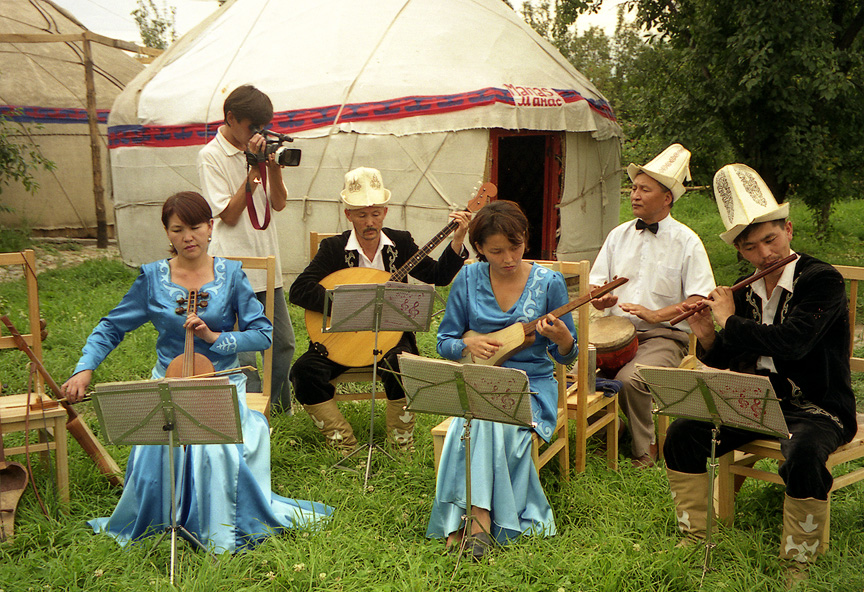
Un grupo de músicos kirguís tocando en Karakol.

La música tradicional kirguís se caracteriza por el uso de notas largas y sostenidas, con prominentes elementos rusos.
La música tradicional incluye a los manaschi, cantores del poema épico Manas, y la música instrumental llamada kui (o küü), que cuenta narraciones que se desenvuelven alrededor de un viaje musical.
El Komuz, un instrumento de punteo, es el instrumento nacional de Kirguistán. Tiene 3 cuerdas, está hecho de madera y se toca con los dedos, sin arco. Su sonido es similar al de una guitarra. Aparte del komuz, los instrumentos tradicionales kirguís incluyen el kyl kiak, un instrumento de dos cuerdas con arco que también es un importante símbolo de la identidad kirguís, el sybyzgy, una flauta que se sopla por el lado, el chopo-choor y el temir ooz komuz (komuz de boca), también conocido como arpa de boca en algunos países.